# Pośredni Cubryński Przechód
Pośredni Cubryński Przechód (słow. Prostredný čubrinský priechod) – położona na wysokości około 1865 m płytka przełączka we wschodniej grani Cubryny w Tatrach Polskich. Znajduje się pomiędzy Cubryńską Igłą (ok. 1905 m) a granią Cubryńskiego Konia (ok. 1870 m). Cubryńska Igła opada na przełączkę pionowym uskokiem, pomiędzy przełączką a tym uskokiem znajduje się jeszcze ząb skalny.
Nazwę przechodu wprowadził Władysław Cywiński w 8 tomie przewodnika „Tatry”.

## Drogi wspinaczkowe
Przez Pośredni Cubryński Przechód prowadzą taternickie drogi wspinaczkowe:
1. Zetka (z Ucha na szczyt Turni Zwornikowej); II w skali tatrzańskiej, 1h
2. Droga Vogla (wschodnim filarem Turni Zwornikowej) V, 4h[2].